# Домбровський Іван Петрович
Іван Петрович Домбровський (нар. 6 березня 1947) — радянський і український суддя, правознавець, адвокат, суддя Конституційного Суду України (2006—2010), голова Конституційного Суду (вересень 2006 — травень 2007), суддя Верховного Суду України (1997—2003), член Вищої кваліфікаційної комісії суддів України, голова Асоціації суддів Конституційного Суду України.

## Біографія
Народився 6 березня 1947 року в селі Цеханівка Чорнянського району Одеської області.
1964—1965 рік — навчання у професійно-технічному училищі. У 1965—1966 роках працював електрозварником в Одеському судноремонтному заводі. Проходив строкову військову службу у 1966—1968 роках. З 1968 по 1971 роки працював електрозварником на різних підприємствах.
У 1971—1976 роках — державний нотаріус у Кельменецькій державній нотаріальній конторі.
1975 — закінчив юридичний факультет Одеського державного університету імені І. І. Мечникова. У 1976 році був обраний народним суддею Сокирянського районного народного суду Чернівецької області. А у 1982—1991 роках — голова Сторожинецького районного народного суду.
Від 1991 по 1997 рік працював суддею Чернівецького обласного суду.
1997 року обраний суддею Верховного Суду України. З 2003 року — секретар Пленуму Верховного Суду України.
У листопаді 2005 року VII з'їздом суддів України був призначений суддею Конституційного Суду України, склав присягу 4 серпня 2006 року. На спеціальному пленарному засіданні Конституційного Суду України його було обрано Головою Конституційного Суду України на період 2006—2007 років.
Незабаром після свого обрання головою Домбровський заявив, що не збирається перетворювати Конституційний суд в арбітра в суперечках між президентом, урядом і парламентом країни, незважаючи на велику кількість справ, що знаходяться в провадженні за їх поданням. За його словами, КС не повинен виносити рішення поспіхом, оскільки в кожному випадку потрібна тривала процедура розгляду справи з отриманням висновків експертів, вчених, міжнародних організацій.
Припинив повноваження судді Конституційного Суду 9 вересня 2010.

## Нагороди
- ювілейна медаль «25 років незалежності України» (19 серпня 2016) — за значні особисті заслуги у становленні незалежної України, утвердженні її суверенітету та зміцненні міжнародного авторитету, вагомий внесок у державне будівництво, соціально-економічний, культурно-освітній розвиток, активну громадсько-політичну діяльність, сумлінне та бездоганне служіння Українському народу[7];

- орден «За заслуги» ІІІ ступеня (22 червня 2007) — за вагомий особистий внесок у розвиток конституційних засад української державності, багаторічну сумлінну працю, високий професіоналізм та з нагоди Дня Конституції України[8];
- заслужений юрист України (вересень 2002) — за вагомі досягнення у професійній діяльності, багаторічну сумлінну працю;
- Почесна грамота Кабінету Міністрів України[9];
- Почесна грамота Верховної Ради України[9];
- відзнака Верховного Суду України «За вірність закону»;

- Почесний доктор Одеської національної юридичної академії (2 лютого 2007).